# Coudrette
Coudrette (ou Couldrette), actif dans le royaume de France à la fin du XIVe siècle et au début du XVe siècle, est un écrivain du Moyen Âge, auteur d’un roman en 7 000 vers octosyllabiques consacré à la légende de la fée Mélusine, ancêtre légendaire de la famille de Lusignan et de Parthenay.

## Biographie
On ne sait rien de la vie de cet auteur et il n’est connu que pour ce roman écrit au début du XVe siècle. Il est possible qu’il soit originaire du Poitou et a pu être le chapelain des Parthenay.

## LeRoman de Mélusine
Le Roman de Mélusine a été commencé par Coudrette à la demande de Guillaume VII Larchevêque, seigneur de Parthenay, mort le 17 mai 1401 ; il est continué pour le fils de Guillaume, Jean II, seigneur de Mathefelon, et achevé entre 1401 et 1405 ; il porte dans les manuscrits le titre de le roumant de Lusingnen (roman de Lusignan), livre de Luzignen , l'istoire de la faee de Lusignen (l'histoire de la fée de Lusignan), Mellusigne ou Melusigne, l'istoire de Meluzine, le Romant de Melusine la faee, ou encore le romant de Partenay,.
Le roman de Coudrette est postérieur au roman en prose de Jean d'Arras, écrit à la demande du duc Jean de Berry et terminé en 1393-1394. Pour ses sources d’inspiration, Coudrette indique à son commanditaire qu’il a lu un roman français en vers de l’histoire de Mélusine et qu’ « on a trouvé dans la tour de Maubergeon (au château de Poitiers) deux beaux livres en latin, à la vérité reconnue, qu’on a fait traduire en français. Et puis cinq ou six mois plus tard, cette histoire a été confirmée par le comte de Salisbury, qui possédait un livre sur le magnifique et puissant château de Lusignan. Ce livre contait exactement le même récit que les deux précédents. Quant à votre livre, il est issu des trois autres ». Coudrette a sans doute connu le roman de Jean d’Arras, mais il semble qu’il ait existé une version antérieure aux deux auteurs, en vers.
Le texte de Coudrette a connu le succès en Europe au XVe siècle et au XVIe siècle : il est conservé dans une vingtaine de manuscrits, et a fait l’objet au XVe siècle de traductions en anglais, en allemand en 1456 avec une traduction en prose par le Suisse Thüring von Ringoltingen (elle sera imprimée en 1474 à Augsbourg par Johann Bämler, et rééditée : vingt-quatre éditions de 1478 à 1584), et en flamand en 1491. La version originale en français, en revanche, n'est pas éditée lors des débuts de l'imprimerie ; elle ne le sera qu'en 1854.